# Barbarea vulgaris
Barbarea vulgaris, també dita Herba de Santa Bàrbara (com Barbarea verna) és una espècie de planta brassicàcia. És nativa d'Europa i naturalitzada a gran part de Nord-amèrica com herba adventícia.

## Descripció
Fa una roseta de fulles les quals són verd fosc brillants i pinnades. Les flors són grogues i floreix a la primavera.

## Característiques
És una planta resistent a alguns insectes. En el cas de la papallona de la col (com Pieris rapae) aquestes se senten molt atretes per aquesta plantes i hi ponen els ous però a les larves d'aquestes papallones no els agrada el gust de la planta (els glucosinolats) i moren de gana. En el cas del lepidòpter Plutella xylostella, la resistència de la planta la causen les saponines.
S'estudia l'ús d'aquesta planta, com a trampa per evitar l'atac a les cols, en l'agricultura ecològica.